# Vyšná Kamenica
Vyšná Kamenica – wieś (obec) na Słowacji położona w kraju koszyckim, w powiecie Koszyce-okolice. Pierwsze wzmianki o miejscowości pochodzą z roku 1427. 
Według danych z dnia 31 grudnia 2012, wieś zamieszkiwało 265 osób, w tym 124 kobiety i 141 mężczyzn.
W 2001 roku pod względem narodowości i przynależności etnicznej 98,39% mieszkańców stanowili Słowacy, a 0,4% Czesi.
Ze względu na wyznawaną religię struktura mieszkańców kształtowała się w 2001 roku następująco:
- Katolicy rzymscy – 15,66%
- Grekokatolicy – 3,61%
- Ewangelicy – 75,1%
- Ateiści – 0,4%
- Nie podano – 3,61%